# Palácio de Mateus
O Palácio de Mateus, também designado por Solar de Mateus e Casa de Mateus, está situado na freguesia de Mateus, município de Vila Real, Distrito de Vila Real.
A Casa de Mateus foi mandada construir na primeira metade do século XVIII pelo 3.º Morgado de Mateus, António José Botelho Mourão. A casa foi sempre administrada pela família Sousa Botelho. O projecto deste palácio foi presumivelmente desenhado pelo arquitecto Nicolau Nasoni.
O Palácio é constituído pela Casa principal, pelos jardins, a Adega e uma Capela.  
No interior da Casa encontra-se uma biblioteca com 6000 volumes, onde se destaca a célebre edição ilustrada dos Lusíadas de Luís de Camões de 1816 e nas restantes divisões da casa, poderão ser vistas inúmeras peças de mobiliário, tapetes, loiças, vestes e relíquias.
O Palácio de Mateus está classificado como Monumento Nacional desde 1910.

## História
O edifício da Casa de Mateus foi construído durante a primeira metade do século XVIII pelo 3.º Morgado de Mateus, António José Botelho Mourão, tendo a construção da capela sido finalizada pelo seu filho D. Luís António de Sousa Botelho Mourão em 1750. 
O traço da arquitectura barroca, na aplicação dos pináculos decorativos sobre os telhados, e o equilíbrio da decoração das diferentes fachadas da Casa, sem sobrecarga de ornamentos que a caracteriza, é atribuído ao arquitecto italiano Nicolau Nasoni. Esta casa veio substituir um antigo edifício já existente neste mesmo local desde o séc. XVII. Fontes manuscritas permitem-nos afirmar que em 1577 já havia pessoas da família a residir neste espaço de Cristóvão Álvares e sua mulher. 
O edifício da Casa de Mateus é considerado um dos monumentos mais representativos do Barroco no Norte de Portugal e um dos mais característicos da Europa, tendo sido classificado como monumento nacional em 1910.
Em Abril 1961, por iniciativa de D. Francisco Albuquerque, 6.º Conde de Vila Real e pai do actual presidente da Fundação, a Casa de Mateus abriu ao público pela primeira vez, apresentando uma exposição do seu acervo documental, actualmente depositado no Arquivo da Casa. O mesmo 6.º Conde de Vila Real dedicou-se à administração da Casa e à divulgação cultural do Solar de Mateus, criando a Fundação da Casa de Mateus em Dezembro de 1970.

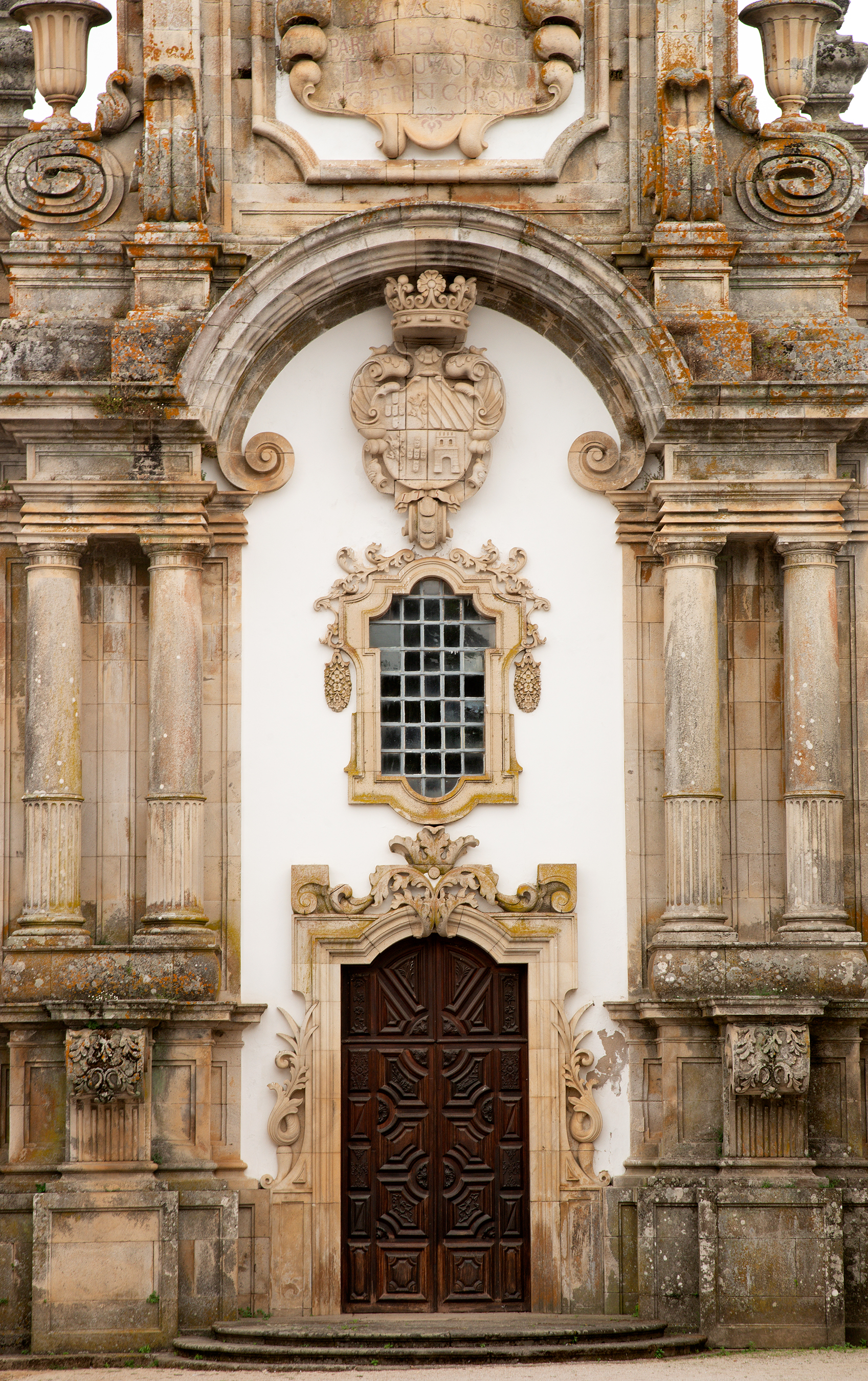
Capela
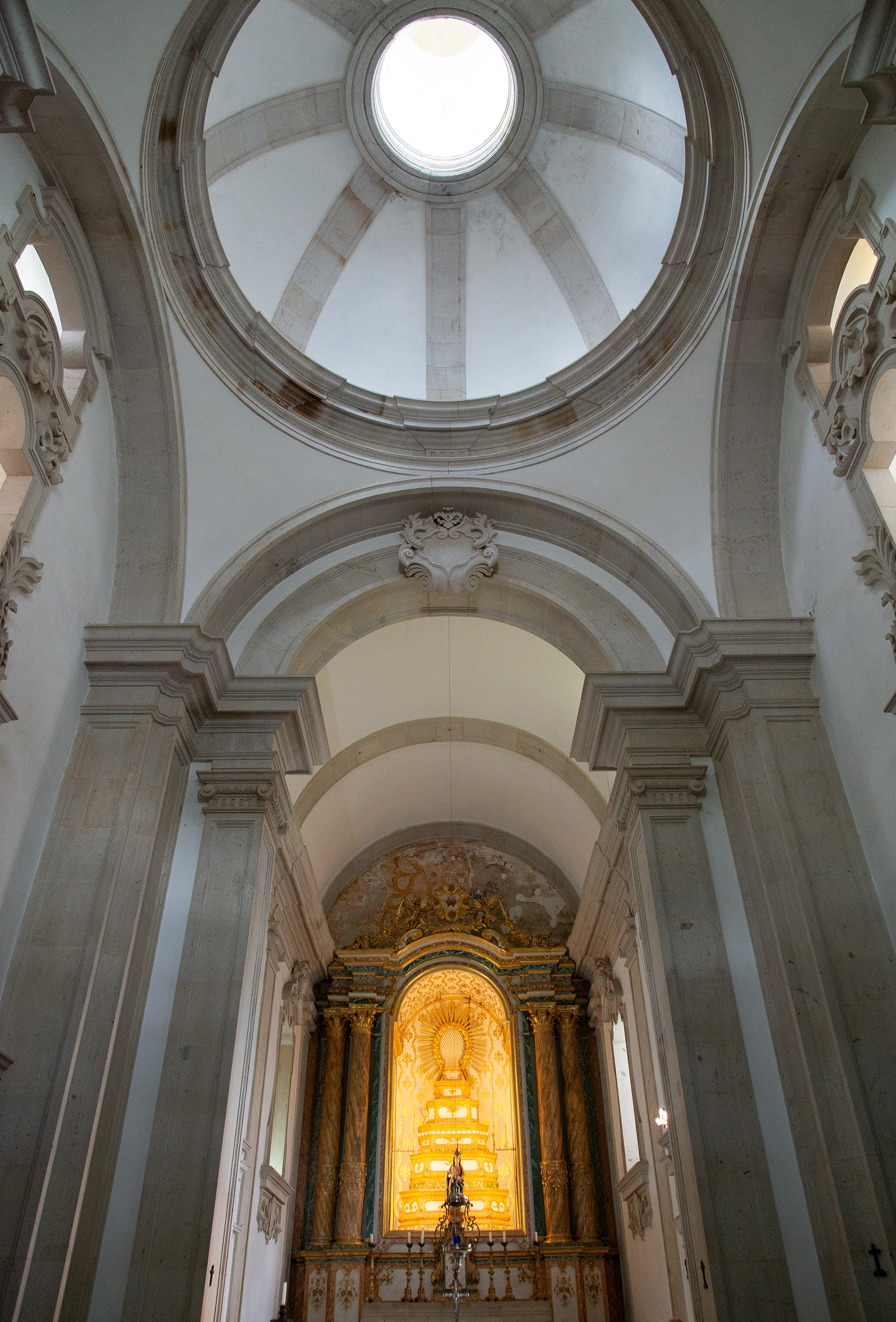
Capela
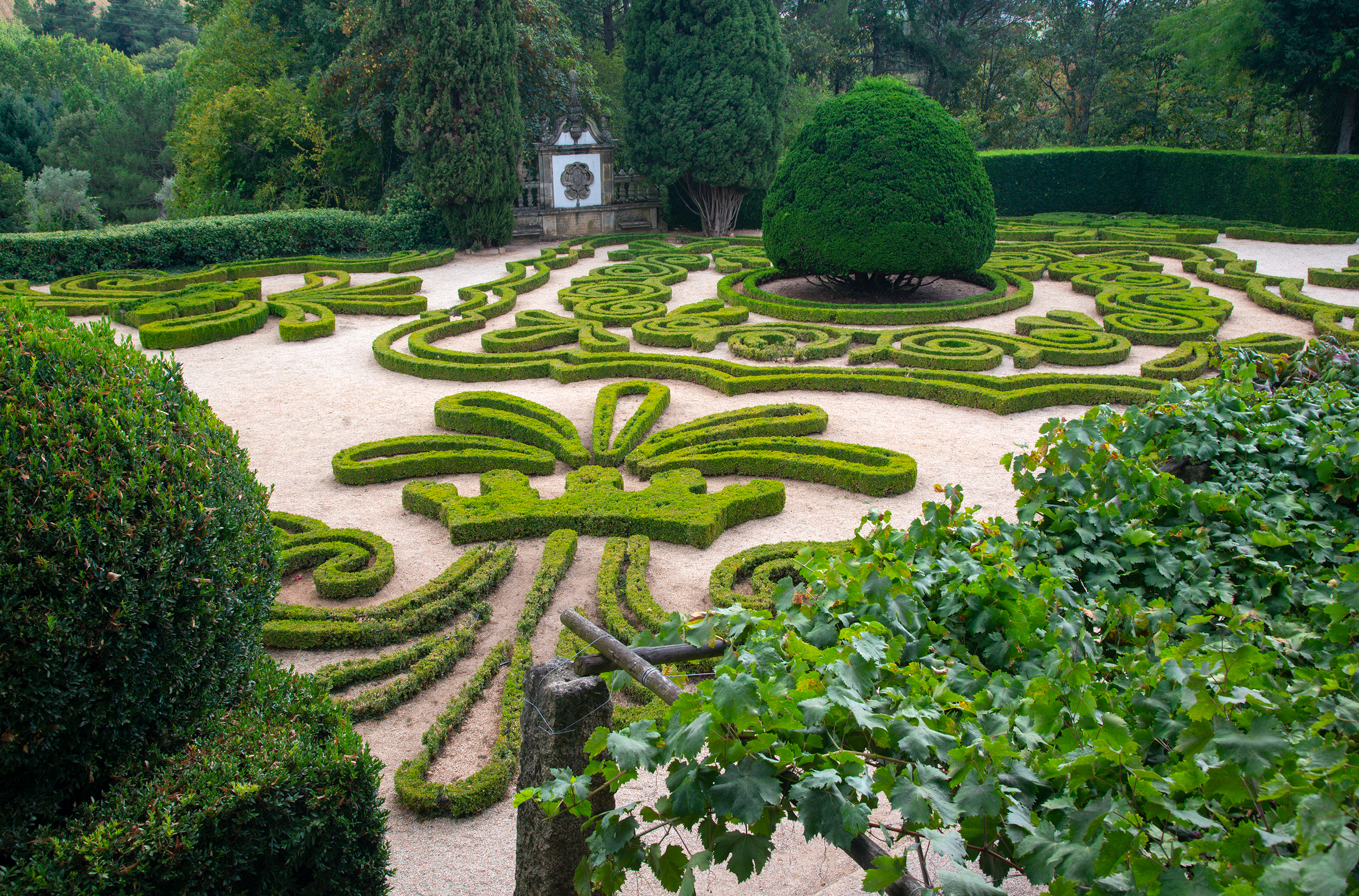
Parque
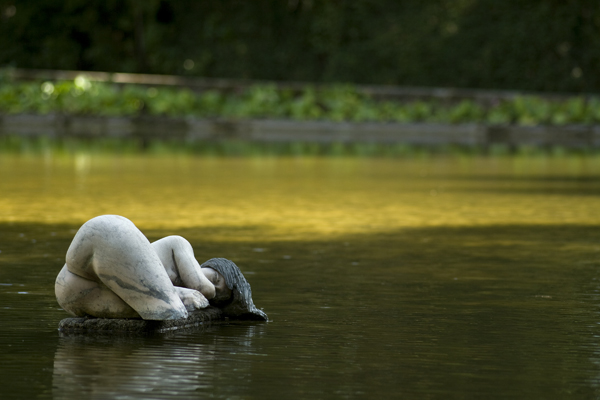
Parque (João Cutileiro)

## A Fundação da Casa de Mateus
A Fundação da Casa de Mateus foi instituída em 1970 por D. Francisco de Sousa Botelho Albuquerque. Os seus estatutos definem como objetivos a conservação, o restauro e melhoramento da Casa de Mateus, o estudo, o catalogação e divulgação do seu arquivo e ainda a promoção de eventos culturais, científicos e pedagógicos que venham a ser definidas pela sua Direcção.
Desde 1973, o Director-delegado da Fundação é D. Fernando de Sousa Botelho Albuquerque, filho de D. Francisco, que inicia no dia 3 de Dezembro de 1977, com o ciclo “A Cultura em Diálogo”, as actividades da Fundação.
O programa do ciclo “A Cultura em Diálogo”, que perdura até hoje, abrange as mais diversas formas de cultura desenvolvendo actividades regulares na área da música, das artes plásticas ou da literatura, e ainda seminários de reflexão política, científica e cultural.
Paralelamente, foi-se procedendo a um conjunto sistemático de obras de recuperação de toda a Casa e dos seus anexos. Assim, foram-se criando novas infraestruturas de apoio às actividades promovidas e, em 1998, foi inaugurada a Residência de Artistas, que resultou da remodelação e ampliação do antigo Lagar de Azeite e da Destilaria.
Em Setembro 2001, começou o projecto de Tratamento e Digitalização do Arquivo e, em Março 2002, o da Biblioteca. Em Abril de 2003, iniciou-se o Restauro das Colecções Museológicas e a Beneficiação dos Espaços Expositivos da Fundação. Estes projectos foram possíveis graças ao co-financiamento do Fundo Europeu de Desenvolvimento Regional, gerido pelo Programa Operacional da Cultura.